# Елгін (Пенсільванія)
Елгін (англ. Elgin) — місто (англ. borough) в США, в окрузі Ері штату Пенсільванія. Населення — 204 особи (2020).

## Географія
Елгін розташований за координатами 41°54′25″ пн. ш. 79°44′47″ зх. д. / 41.90694° пн. ш. 79.74639° зх. д. (41.907012, -79.746509).  За даними Бюро перепису населення США в 2010 році місто мало площу 3,82 км², уся площа — суходіл.

## Демографія
Згідно з переписом 2010 року, у селищі мешкало 218 осіб у 78 домогосподарствах у складі 63 родин. Густота населення становила 57 осіб/км².  Було 83 помешкання (22/км²).
Расовий склад населення:
| - 99,5 % — білих - 0,5 % — чорних або афроамериканців |

До двох чи більше рас належало 0,0 %. Частка іспаномовних становила 0,0 % від усіх жителів.
За віковим діапазоном населення розподілялося таким чином: 26,6 % — особи молодші 18 років, 53,7 % — особи у віці 18—64 років, 19,7 % — особи у віці 65 років та старші. Медіана віку мешканця становила 39,4 року. На 100 осіб жіночої статі у селищі припадало 113,7 чоловіків;  на 100 жінок у віці від 18 років та старших — 97,5 чоловіків також старших 18 років.
Середній дохід на одне домашнє господарство  становив 61 130 доларів США (медіана — 57 500), а середній дохід на одну сім'ю — 70 011 долар (медіана — 67 083). За межею бідності перебувало 2,4 % осіб, у тому числі 0,0 % дітей у віці до 18 років та 5,0 % осіб у віці 65 років та старших.
Цивільне працевлаштоване населення становило 79 осіб. Основні галузі зайнятості: виробництво — 22,8 %, освіта, охорона здоров'я та соціальна допомога — 21,5 %, роздрібна торгівля — 17,7 %.